# Бюлов, Оскар фон
Оскар Роберт Артур Бюлов (с 1877 — фон Бюлов) (нем. Oskar von Bülow; 11 сентября 1837, Бреслау — 19 ноября 1907, Гейдельберг) — немецкий юрист, правовед, педагог, доктор обоих прав (1859), представитель пандектизма, крупнейший представитель науки процессуального права в Германии XIX века. Один из основоположников науки пандектного права.

## Биография
Родился в семье фармацевта.
В 1855—1858 годах изучал право в университетах Гейдельберга, Берлина и Бреслау. В 1859 году получил степень доктора права в университете Бреслау.
В 1863 году стал приват-доцентом в университете Гейдельберга, в 1865 году — профессором в Гиссенском университете, с 1872 года читал лекции в Тюбингене, с 1885 года — в Лейпцигском университете.
В 1877 году Бюлов был посвящён во дворянство.
Специалисты считают его основателем немецкой и современной процессуальной юриспруденции. В ряде работ сделал предметом углубленного исследования основные понятия гражданского процесса, включающие в себя и существенные части общеправовой доктрины.

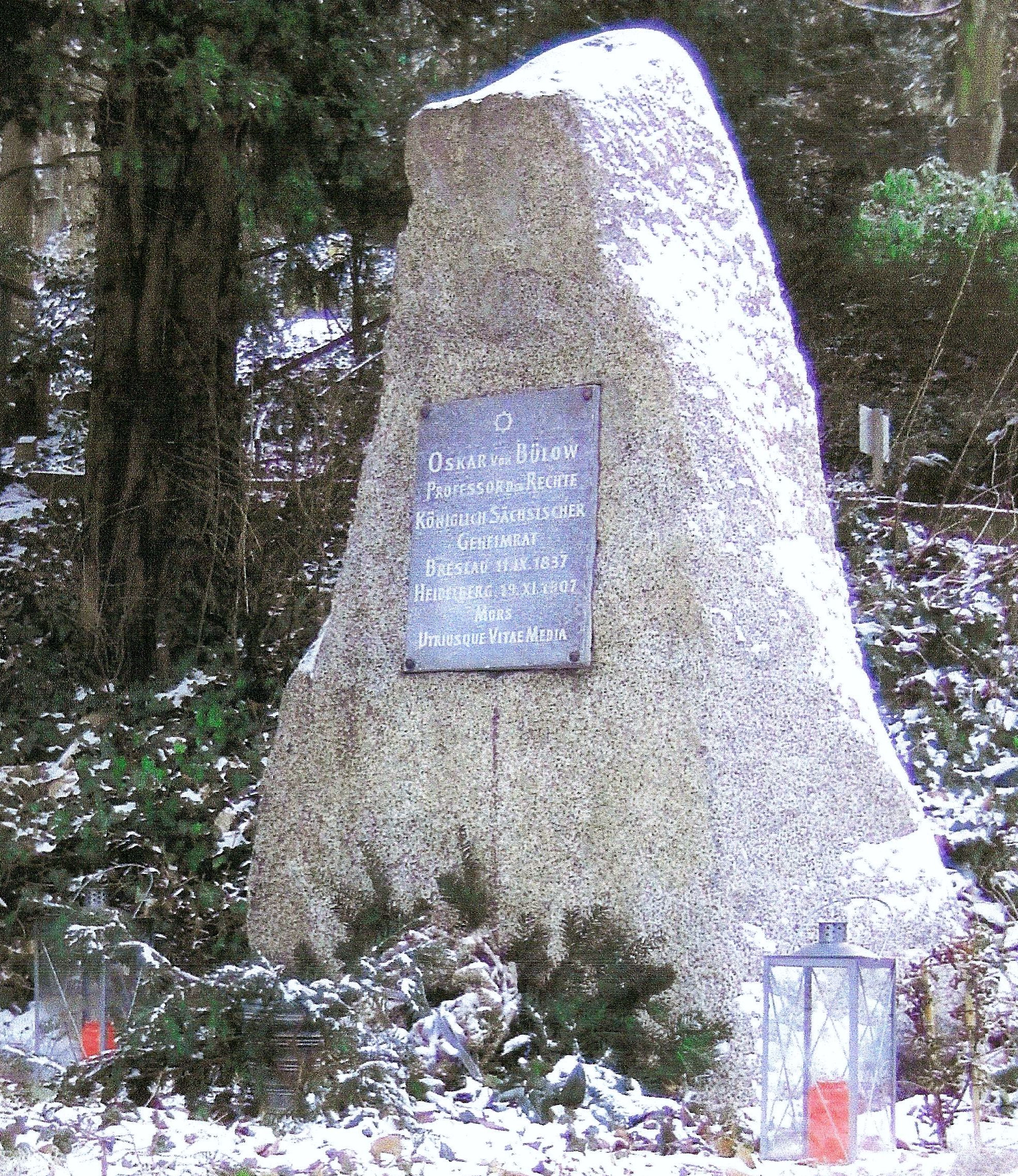
Могила Оскара фон Бюлова

Основополагающей работой Оскара фон Бюлова стала «Учение о процессуальных возражениях и процессуальные предпосылки» (Die Lehre von den Processeinreden und Processvoraussetzungen, 1868). В труде «Gesetz und Richteramt» (1885) фон Бюлов подчеркивает правообразующее и праворазвивающее значение судебного акта в противовес юридическим факторам законодательства и правового обычая, которые, по его мнению, переоценены. Также среди его сочинений по процессуальному праву можно упомянуть «Das Geständnisrecht», «Ein Beitrag zur allgemeinen Theorie der Rechtshandlungen» (1899) и «Klage und Urteil. Eine Grundfrage des Verhältnisses zwischen Privatrecht und Prozess» (1903).
Совместно с видными германскими правоведами Георгом Фридрихом Пухтой, Карлом Адольфом Вангеровым, Бернхардом Виндшейдом, Генрихом Дернбургом, Георгом Арнольдом Хайзе участвовал в создании Пандектной системы.
Похоронен на Городском кладбище в Тюбингене.

## Избранные публикации
- Учение о судебной защите и процессуальные требования, Гиссен, 1868.
- Юридическое и судебное управление, Лейпциг, 1885.
- Право на исповедь, Фрайбург, 1899.
- Иск и приговор. Основной вопрос о соотношении частного права и процесса, Берлин, 1903.
- Гражданские процессуальные фикции и истины.